# Бухгалтерський рахунок
Бухгалтерський рахунок — сукупність записів бухгалтерського обліку, в яких фіксується рух певного виду коштів підприємства, фірми.
Рахунки створені для узагальнення методом Подвійний запис інформації про наявність і рух активів, капіталу,  зобов'язань та факти фінансово-господарської діяльності підприємств, організацій та інших юридичних осіб. Перелік діючих  рахунків називається план рахунків бухгалтерського обліку активів, капіталу, зобов'язань і господарських операцій  підприємств і організацій. У ньому за десятковою системою наведені коди (номери) й найменування синтетичних  рахунків  (рахунків  першого  порядку) й субрахунків (рахунків другого порядку). Першою цифрою  коду  визначено клас рахунків, другою — номер синтетичного рахунку, третьою —  номер субрахунку. Рахунки поділяються на такі класи:
Клас 1. Необоротні активи
Клас 2. Запаси
Клас 3. Кошти, розрахунки та інші активи
Клас 4. Власний капітал та забезпечення зобов'язань
Клас 5. Довгострокові зобов'язання
Клас 6. Поточні зобов'язання
Клас 7. Доходи і результати діяльності
Клас 8. Витрати за елементами
Клас 9. Витрати діяльності
Клас 0. Позабалансові рахунки
План рахунків затверджується міністерством фінансів. Роз'яснення до рахунків можна знайти в документі "Інструкція про застосування Плану рахунків [Архівовано 24 грудня 2013 у Wayback Machine.] бухгалтерського обліку активів, капіталу, зобов'язань і господарських операцій підприємств і організацій".